# 博韦西地区皮埃尔菲特
博韦西地区皮埃尔菲特（法語：Pierrefitte-en-Beauvaisis）是法国瓦兹省的一个市镇，位于该省西部，属于博韦区。该市镇总面积5.67平方公里，2009年时的人口为379人。

## 人口
博韦西地区皮埃尔菲特人口变化图示